# Teodora Comnena, reina de Jerusalem
Teodora Comnena (1145 – després del 1183) fou reina consort de Jerusalem com a muller del rei Balduí III de Jerusalem. Era filla del príncep romà d'Orient Isaac Comnè i Irene Sinadena i neta de l'emperador Joan II Comnè.
El seu matrimoni fou acordat el 1157 a iniciativa de Jerusalem, que volia forjar una aliança contra el soldà de Síria, Nur-ad-Din Mahmud. Teodora, reputada per la seva gran bellesa, aportà un gran dot i rebé la ciutat d'Acre del seu marit quan es casaren el 1158. Tanmateix, Balduí morí pocs anys després, el 1162, i Teodora quedà vídua i sense fills.
Uns anys més tard, Andrònic Comnè, cosí del pare de Teodora, arribà al Regne de Jerusalem, on els dos començaren una relació incestuosa i fugiren a la cort de Nur-ad-Din, on tingueren dos fills, i des d'on es traslladaren primer a Bagdad i després al Soldanat de Rum. Uns anys més tard, l'emperador Manuel I Comnè capturà Teodora i els seus fills i els mantingué com a ostatges a Constantinoble per fer venir Andrònic. El 1180, Andrònic arribà a la capital per sotmetre's a Manuel.
No hi ha proves que Teodora anés a viure amb Andrònic després que aquest es convertís en emperador el 1183, ni se sap res sobre els últims anys de la seva vida.